# Paul Foerster
Paul J. Foerster (Rangely, 19 de novembro de 1963) é um velejador estadunidense.

## Carreira
Paul Foerster representou seu país nos Jogos Olímpicos de 1988, 1992, 2000 e 2004, na qual conquistou uma medalha de ouro e duas pratas naa classes 470 e flying dutchman. 